# Obergoms
Obergoms is een gemeente in het Zwitserse kanton Wallis, en maakt deel uit van het district Goms.
Obergoms telt 662 inwoners.
De gemeente is op 1 januari 2009 ontstaan door de fusie van de toenmalige zelfstandige gemeenten Ulrichen, Obergesteln en Oberwald.

## Verkeer en vervoer

### Spoorwegen
Alle drie de dorpen van Obergoms hebben een eigen station, station Ulrichen, station Obergesteln en station Oberwald, aan de Matterhorn Gotthard Bahn.
Vanuit het station Oberwald rijdt via het station Gletsch in het gehucht Gletsch in de zomer een stoomtrein over de Dampfbahn Furka-Bergstrecke.

### Wegverkeer
De gemeente Obergoms is het uitgangspunt van de paswegen over de Grimsel, Furka en Nufenen.
Bellwald · Binn · Blitzingen · Ernen · Fiesch · Fieschertal · Grafschaft · Lax · Münster-Geschinen · Niederwald · Obergoms · Reckingen-Gluringen
- Gemeinsame Normdatei: 4738657-5
- Historisch woordenboek van Zwitserland: 049392
- MusicBrainz: c8bf43da-210a-4d0f-9675-eaccc14fc52d
- Virtual International Authority File: 240556451
- WorldCat: E39PBJdRrPvFC7CXG3Pb3rGj4q